# 天主教伊傑布-奧德教區
天主教伊傑布-奧德教區（拉丁語：Dioecesis Ijebuodensis）是尼日利亞一個羅馬天主教教區，屬拉各斯總教區。
教區成立於1969年5月29日。位於奧貢州東部。2006年有教友63,400人（佔轄區人口1.9%）、五十四個堂區、廿三名司鐸。現任教區主教為方濟各·奧巴費米·阿代西納，榮休主教為阿爾伯特·阿因德·法西納。